# Carl Heissler

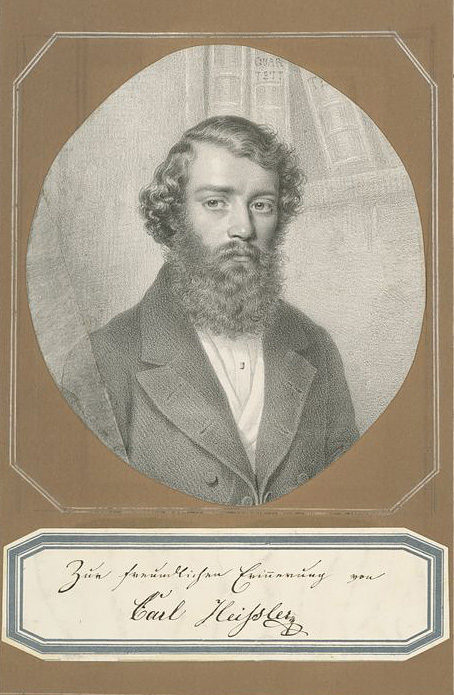
Carl Heissler

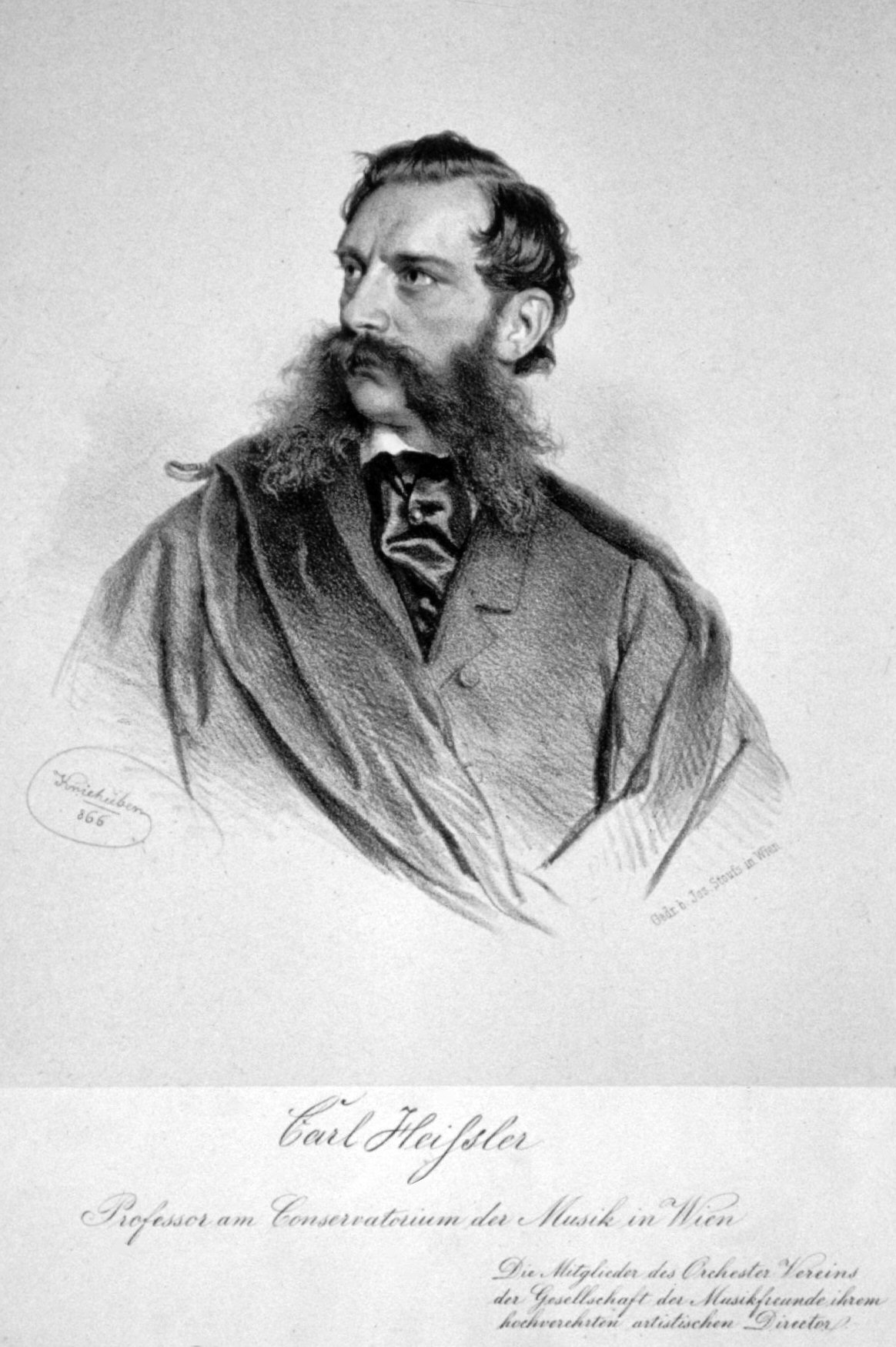
Carl Heissler, Lithographie von Josef Kriehuber, 1866

Carl Heissler (* 18. Jänner 1823 in Wien; † 13. November 1878 ebenda) war ein österreichischer Geiger und Bratschist.

## Leben
Carl Heissler erhielt seine Ausbildung bei Georg Hellmesberger senior, Matthias Durst und Joseph Böhm am Konservatorium der Gesellschaft der Musikfreunde in Wien. 1841 trat er in den Dienst des Hofopernorchester ein und spielte ab 1843 auch in der Wiener Hofmusikkapelle, zuerst als Substitut, seit 1860 als ordentliches Mitglied. Ab 1849 spielte er zweite Geige im Quartett Leopold Jansas. Joseph Hellmesberger senior, ein Sohn seines Professors, gründete ebenfalls ein Quartett, für das er Jansas Musiker abwarb, darunter Carl Heissler. Er nannte das neue Ensemble Hellmesberger-Quartett.
Heissler unterrichtete im Konservatorium der Gesellschaft der Musikfreunde; unter seinen Studenten waren Ernst Reiterer, Julius Winkler, Arnold Rosé, Hans Wessely, Eugen Grünberg, Hans Richter und Franz Schalk. 1869 wurde er der erste Leiter des Orchesters der Gesellschaft der Musikfreunde in Wien. Sein Nachfolger war 1871 Anton Rubinstein, den bereits im folgenden Jahr Johannes Brahms ablöste.